# 에리엘 스윈튼
일라이얼 스윈턴(Eliel Swinton, 영어 발음: /ɪˈlaɪəl/, 1975년 3월 27일 ~ )은 미국의 배우이다. 1999년 영화 《그들만의 계절》에서 러닝백 웬들 브라운을 연기했으며 캔자스시티 치프스의 전직 프로 축구 선수이다. 몬트클레어 프렙(Montclair Prep)에서 고등학교 축구 선수로 뛰며 전국 순위에 올랐으며 스탠퍼드 대학교에서 칼리지 풋볼을 했다. 그는 치프스와 경기를 하기 위해 드래프트되지 않은 FA로 계약했다. 그의 선수 생활은 부상으로 단축되었고 영화 제작 보조로 일하기 위해 캘리포니아로 돌아갔다.

## 영화
- 그들만의 계절 (1999년)